# Чжоу Вэньцзюй
Чжоу Вэньцзюй (кит. трад. 周文矩, пиньинь Zhōu Wénjǔ; около 917, Цзянькан, Цзюйжун — 975) — китайский художник X века. Был придворным художником последнего императора Южной Тан Ли Юя. Крупнейший представитель жанра «жэньу» в период Пяти династий.

## Карьера
Каталог императорского собрания живописи эпохи Сун «Сюаньхэ хуапу» сообщает о Вэньцзюе следующее: «Чжоу Вэньцзюй, родом из провинции Цзиньлинь уезда Цзюйжун, служил при императорском дворе Ли Хунжуна в ранге дайчжао Генеральной Академии. Был искусным живописцем и декоратором, по манере работы кистью следовал стилю императора Ли Хунжуна. Его свитки были посвящены изображению даосов, бодхисатв, людей, экипажей, дворцов, гор, лесов, источников». «В середине 937—943 годов император приказал Вэньцзюю нарисовать картину „Южная усадьба“. Ознакомившись, был восхищён ею. В 968—975 годах Ли Юй преподнёс картину сунскому хранилищу. Сохранились картины „Прогулка весной“, „Стирка одежды“, „Глажение шёлка“, „Вышивающие женщины“ и др. Ныне собраны в императорском хранилище 76».
Свою карьеру Чжоу начал ещё при Ли Цзине (правил в 943—961 годах), отце Ли Юя, предпоследнем правителе Южной Тан. К периоду правления Ли Цзина относится упоминание имени художника в связи с подношением императору картины «Южная усадьба», которая была одобрена его величеством, (в дальнейшем Ли Юй преподнёс её в дар сунскому императору). В 961 году Ли Цзин скончался, и власть перешла к его сыну Ли Юю, который в том же году основал императорскую Академию Ханьлинь. Чжоу Вэньцзюй стал её членом с самого основания, получив ранг дайчжао («ожидающий императорских указаний»).
Дайчжао был обязан по первому требованию являться к правителю для выполнения той или иной живописной работы; отчасти это напоминало труд личного фотографа. Го Жо-сюй в своих «Записках о живописи» (XI в.) описывает историю, как однажды правитель Ли Юй по поводу того, что в первый день нового года пошёл сильный снег, приказал устроить банкет. Собрались сановники, пировали, сочиняли стихи. И вот под утро, когда ночь была на исходе и стала рассеиваться мгла, а сановники возбуждённо скандировали стихи, решили позвать «известных мастеров, чтобы они нарисовали картину и (воплотили) в ней прекрасное». Далее, Го Жо-сюй перечисляет тех, кого подняли в такую рань: Гао Чунгу, Чжоу Вэньцзюя, Чжу Дэна, Дун Юаня, и Сюй Чунсы.

## Стиль
Го Жо-сюй сообщает, что Чжоу Вэньцзюй «…Работал в жанре „жэньу“ (то есть бытовые сценки), писал повозки, лошадей, постройки, деревья, горы и реки, особенно изящно изображал учёных женщин.
Согласно древним источникам, Чжоу Вэньцзюй был мастером изображения интерьеров. Наряду с портретами образованных женщин, это было его второй главной специализацией. Среди немногочисленных его произведений, дошедших до наших дней, как правило, в поздних копиях, есть небольшой (40×70см) свиток «Играющие в вэйци перед двойной ширмой» (Гугун, Пекин; по всей вероятности, это копия свитка, созданная в эпоху Мин). На этом свитке художник изобразил императора Ли Цзина (в высоком головном уборе), наблюдающим, как его братья играют в вэйци (по другой версии, это император Ли Юй). «Двойная ширма» — отмеченное историками[какими?] китайского искусства изобретение Чжоу Вэньцзюя: художник, используя принцип матрёшки, написал сцену на фоне ширмы, на которой, в свою очередь, изображена другая сцена на фоне ширмы.
Чжоу Вэньцзюй также писал картины на религиозные — даосские и буддийские темы, используя в качестве образцов древние творения Цао Чжунда (VI в.) и У Даоцзы (ок. 700 — 760).
- Игра в шахматы на фоне ширм
- Во дворце (фрагмент)
- Люди в саду литературы

## Краткая библиография
- Пострелова Т. А. Академия живописи в Китае в X—XIII вв. — М.: Наука, 1976. — С. 27 — 31.
- Го Жо-сюй. Записки о живописи: что видел и слышал. — М.: Наука, 1978. — С. 70, 116, 129.
- Духовная культура Китая. Энциклопедия. — Т. 6. — М., 2010. — С. 827.
- The Art of East Asia. Cologne: Konemann, 1999. — P. 146.